# Pozaldez
Pozaldez est une commune de la province de Valladolid dans la communauté autonome de Castille-et-León en Espagne.

## Sites et patrimoine
Pozaldez possède trois édifices religieux :
- Église Santa María,
- Église San Boal,
- Chapelle de los Remedios.

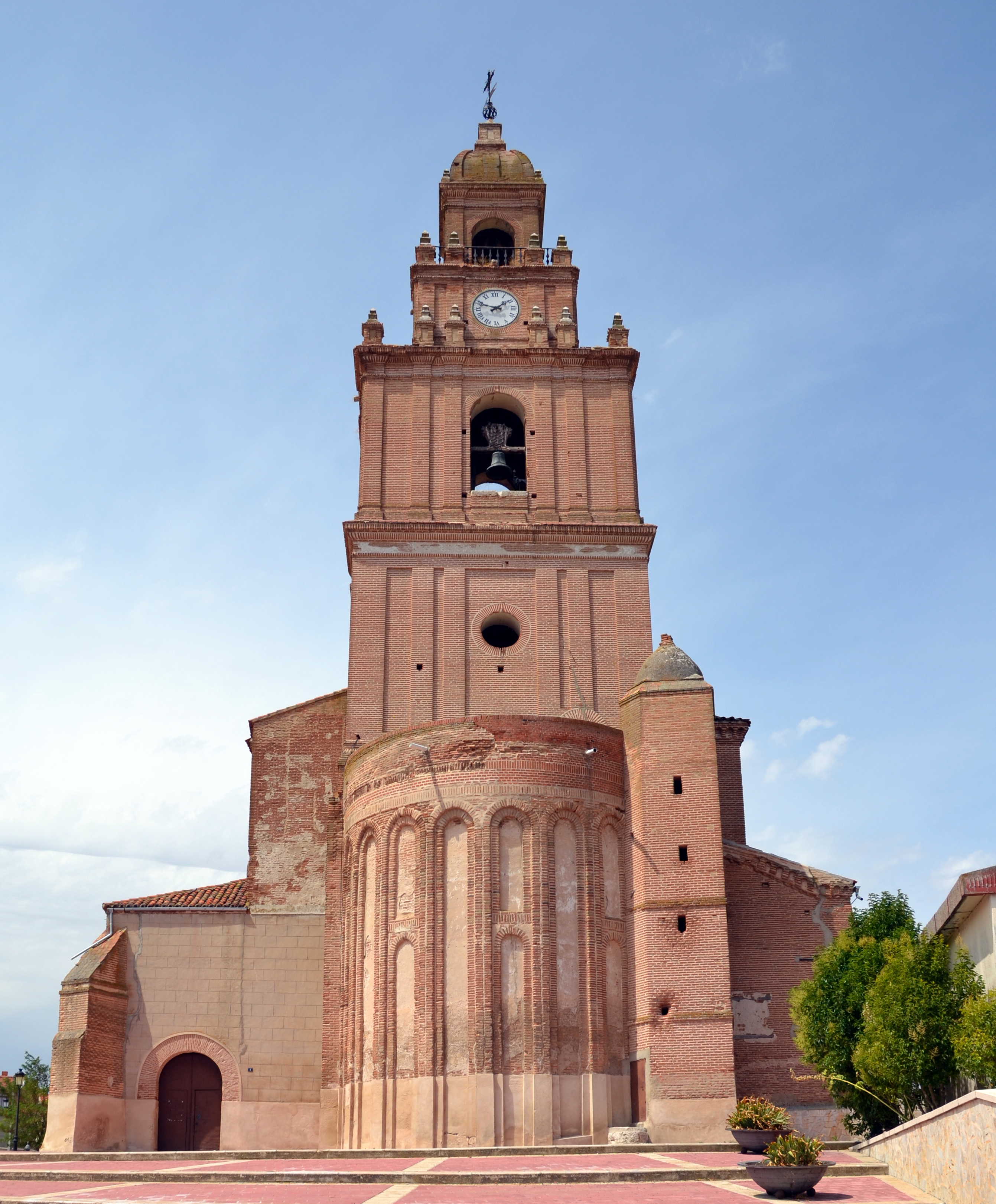
Église San Boal.
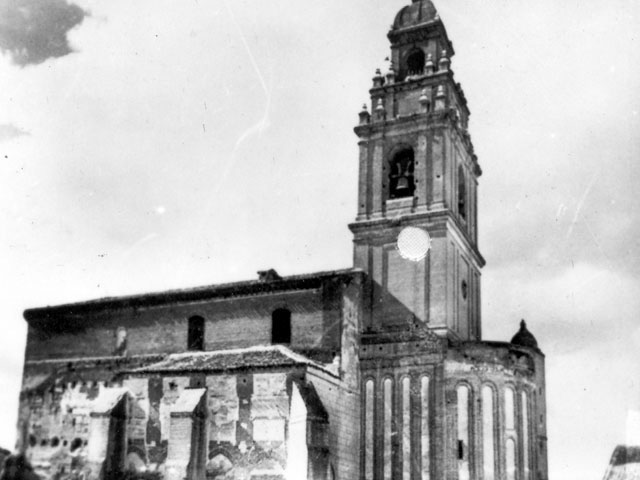
Église San Boal. Fondation Joaquín Díaz